# Švedska književnost
Švedska književnost
se je razvijala skozi stoletja v povezavi s sosednjimi književnostmi Baltskih držav.

## Švedska književnost na prelomu 19. in 20. stoletja
To obdobje zaznamujeta dva velika švedska književnika:
- August Strindberg (1849 - 1912),
- Selma Lagerlöf (1858 - 1940), leta 1909 je prejela Nobelovo nagrado za književnost,

Oba sta močno vplivala na švedsko pripovedništvo in dramatiko.
Pesniško se je uveljavil zlasti pesnik:
- Vilhelm Ekelung (1880 - 1949), je pesnik modernist, esejist, aforist,
- Hjalmar Söderberg (1869 - 1941), književnik Fin-de-siècle,
- Ludvig Nordström (1882 - 1942),
- Martin Koch (1882 - 1940), pisec dram iz življenja švedskega delavstva,
- Dan Andersson (1888 - 1920), pesnik,
- Maria Sandel (1870 - 1927), pisateljica romanov,
- Hjalmar Bergman (1883 - 1931), opisuje velike sremembe prehoda agrarne družbe v industrijsko,
- Elin Wagner (1882 - 1949), opisuje švedske družbene spremembe,
- Pär Lagerkvist (1891 - 1974), pesnik in dramatik,

## Švedska književnost pred drugo svetovno vojno

### Nobelovi nagrajenci za književnost
- Eyvind Johnson (1900 - 1976), pisatelj boja z naravo in socialnih tem, leta 1974 je prejel Nobelovo nagrado za književnost,
- Harry Martinson (1904 - 1978), prejemnik Nobelove nagade za književnost 1974, nagrado je prejel skupaj z Eyvindom Johnsonom.
- Tomas Transtromer , prejemnik Nobelove nagrade za književnost leta 2011, za pesniško delo.

## Književnost po letu 1945
Po koncu druge svetovne vojne se je pisanje švedskih pesnikov in pisateljev močno spremenilo, opazen je prehod od modernizma v eksperimentalne oblike pisanja, ki je širšemu občinstvu bralcev precej nerazumljivo. Mnogi pisci prebolevajo vojne travme in opisujejo svoje tesnobe. Nastopijo sledeči pisci:
- Erik Lindegren (1910 - 1968),
- Lars Ahlin (1915 - 1997),
- Stig Dagerman (1923 - 1954),
- Karl Vennberg (1910 - 1995),
- Karl Werner Aspenström (1918 - 1997),

in pisatljice;
- Elsa Grave (1918 - 2003),
- Kristina »Stina« Aronson (1892 - 1956),
- Rut Hillarp (1914 - 2003),
- Ulla Isaksson (1916 - 2000),...

Pisateljice so v svojih delih opisovale življenje na Švedskem od materinstva do grožnje nastanka atomske vojne.

## Književnost po letu 1950
Šestdeseta leta so v švedsko književnost prinesla veliko kritike družbe, nastopil je boj proti vietnamski vojni, večje je zanimanje za marksistično ideologijo. Na Švedskem se začnejo pojavljati dokumentarne knjige, katere so pričeli pisati novinarji in so bile zelo aktualne, svoj vrhunec so dosegle v zgodnjih 70-letih. V tem obdobju so pisali sledeči pisatelji:
- Jan Myrdal,
- Per Wäsberg,
- Goran Sonnevi,
- Bengt-Emil Johnson,
- Ake Hodell,
- Kent Andersonn,
- Bengt Bratt,
- Lars Noren,
- Per Ölov Enquist (1934 - 2020)
- Sonja Ákesson, ...

Sedemdeseta leta v švedsko književnost prinesejo reakcijo na politizacijo književnosti v šestdesetih letih. Ponovno se pojavi socialni realizem, pisatelji pišejo o delu v tovarnah, o delovanju švedskih institucij, o pojavljanju švedske industrijske revolucije. Priljubljena oblika književnega dela postanejo epski romani. Nastopi nekaj pomembnih švedskih književnikov kot so:
- Per Christian Jersild,
- Göran Palm,
- Kerstin Ekman,
- Per Anders Fogelström,
- Göran Tunström,
- Ulf Lundelf,
- Lars Gustafsson, ...

Osemdeseta leta zaznamuje pojav post moderne, epski romani se umikajo drobnim književnim delom z največ sto pisanimi stranmi v ospredje pa stopi tudi poezija. To obdobje zaznamujejo pesniki, pisatelji, dramatiki kot so:
- Stig Larsson,
- Alexander Ahndoril,
- Magnus Dahlström,
- Tobias Berggren,
- Arne Johnsson,
- Magnus William Olsson,
- Katarina Frostenson, pesnica,
- Ann Jäderlund, pesnica,
- Birgitta Lillpers, pesnica, ...

Devetdeseta leta in začetek 3. tisočletja se v švedski književnosti pojavi večja ekstroventiranost, književniki pri pisanju občutijo večjo zavezanost do socialnega okolja. Pesniki poskušajo prikazati vsakdanje situacije, pri tem pa se ne izgubljajo v jezikovnih eksperimentih. Predstavnik te generacije pesnikov je Göran Greider, v prozi pa se književniki vračajo k socialnemu realizmu in dokumentarnemu pripovedništvu. To je čas razmaha avtobiografij, kratke proze in psiholoških romanov. Pomembni pisci iz tega zadnjega obdobja so:
- Göran Greider (*1959 -) pesnik,
- Petr Kihlgärd (*1954 -) pisatelj,
- Björn Ranelid (*1949 -) pisatelj novel in veliko časopisnih člankov,
- Robert Kangas (*1951 -) pisec temačnih, družbeno-psiholoških romanov,
- Sigrid Combüchen (*1942 -) kulturni žurnalist,
- Torgny Lindgren
- Agneta Pleijel (*1940 -) pisateljica dram, romanov, režiserka, profesorica,